# Mona Mitterwallner
Mona Mitterwallner (* 9. Jänner 2002 in Hall in Tirol) ist eine österreichische Mountainbikerin, die insbesondere im Cross-Country aktiv ist. Sie wurde 2021 mit 19 jemals jüngste Cross-Country Marathon (XCM) Weltmeisterin und erhielt das Regenbogentrikot auch 2023 wieder.

## Sportlicher Werdegang
Mitterwallner gilt als großes Talent im Cross-Country. In ihrem ersten Jahr bei den Junioren gewann sie jeweils die Silbermedaille bei den Mountainbike-Weltmeisterschaften und Mountainbike-Europameisterschaften im olympischen Cross-Country (XCO). Zudem entschied sie die Juniorenwertung mehrerer renommierter Cross-Country-Rennen der horse class für sich, u. a. das Heubacher Mountainbikefestival Bike the Rock, das Ötztaler Mountainbike Festival, das Marlene Südtirol Sunshine Race und die Jelenia Góra Trophy. Im Jahr 2018 schaffte sie das Triple aus Welt-, Europa- und nationalen Meisterschaften bei den Junioren.
2021, in ihrem ersten Jahr in der U23, fuhr Mitterwallner im UCI-Mountainbike-Weltcup die perfekte Saison und gewann alle Saisonrennen der U23. Im Mai wurde sie erstmals Staatsmeisterin im Cross-Country der Elite und konnte Laura Stigger distanzieren. Im August gewann sie bereits im Alter von 19 Jahren jeweils die Goldmedaille bei den Europameisterschaften und den Weltmeisterschaften im Cross-Country der U23. Im Oktober gewann sie die Mountainbike-Marathon-Weltmeisterschaften 2021 in Capoliveri und war damit die bisher jüngste Weltmeisterin in dieser Disziplin.
Trotz des Sieges bei den Staatsmeisterschaften wurde Mitterwallner nicht für die Olympischen Sommerspiele in Tokio nominiert, da das österreichische Team nur einen Startplatz hatte. Nach der Nichtnominierung im Cross-Country unternahm sie kurzfristig den Versuch, sich für das Straßenrennen zu qualifizieren, scheiterte jedoch im Qualifikationsrennen am 30. Mai 2021 gegen Anna Kiesenhofer, die am 25. Juli Olympiasiegerin in Tokio wurde. Bei den Straßenradsport-Europameisterschaften 2021 startete sie gemeinsam mit Laura Stigger im Straßenrennen der U23 und belegte den 11. Platz.
Obwohl noch in der U23 startberechtigt, wechselte Mitterwallner zur Saison 2022 – also mit 20 – in die Elite. Im Weltcup verpasste sie über die olympische Distanz in Vallnord und Mont Sainte-Anne jeweils als Zweite nur knapp ihren ersten Sieg. Sechs der sieben Saisonrennen beendete sie unter den Top 6, am Ende der Saison wurde sie Fünfte der Weltcup-Gesamtwertung im Cross-Country. Eine noch bessere Platzierung verpasste sie vor allem durch ihre Platzierungen im Short Track, der noch ihre schwächere Disziplin ist. Bei den Weltmeisterschaften belegte sie den siebten Platz im olympischen Cross-Country.
Am 6. August 2023 gewann sie in Schottland die Mountainbike-Marathon-Weltmeisterschaften 2023. Mitterwallner und Candice Lill setzte sich nach einer Stunde von einer Verfolgergruppe ab. Nach einem längeren Solo kam Mitterwallner in 5:07:50 h rund eine Minute vor Lill ins Ziel. Drei Wochen später gewann sie beim Weltcup in Andorra das Cross-Country-Rennen. Im September gewann sie das folgende Rennen in Portes du Soleil. Sie erzielte damit in ihrer zweiten Weltcup-Saison, mit 22, ihre ersten beiden Weltcup-Siege.
Im März 2024 fuhr Mitterwallner erstmals beim Cape Epic in Südafrika und wurde an der Seite von Candice Lill Zweite. Bei den Mountainbike-Europameisterschaften im Mai gewann sie die Silbermedaille im Cross-Country XCO, im olympischen Mountainbikerennen kam sie Ende Juli auf den 18. Rang. Im Weltcup konnte sie nicht an die Leistungen aus dem Vorjahr anknüpfen und blieb ohne Podiumsplatzierung.
Zur Saison 2025 unterschrieb Mitterwallner einen Zweijahresvertrag beim UCI Women’s WorldTeam Human Powered Health um neben dem Mountainbikesport auch an Straßenradrennen teilzunehmen.

## Persönliches Leben
Mona Mitterwallner stammt aus Silz (Tiroler Oberland), Tirol und findet damit Bergstraßen und -wege unweit ihrer Wohnumgebung vor.

## Erfolge
2019
- Weltmeisterschaften (Junioren) – Cross-Country XCO
- Europameisterschaften (Junioren) – Cross-Country XCO
- Österreichische Staatsmeisterin (Junioren) – Cross-Country XCO

2020
- Weltmeisterin (Junioren) – Cross-Country XCO
- Europameisterin (Junioren) – Cross-Country XCO
- Österreichische Staatsmeisterin (Junioren) – Cross-Country XCO

2021
- Weltmeisterin – Marathon XCM
- Weltmeisterin (U23) – Cross-Country XCO
- Europameisterin (U23) – Cross-Country XCO
- Österreichische Staatsmeisterin – Cross-Country XCO
- sechs Weltcup-Erfolge (U23) – Cross-Country XCO
- Gesamtwertung UCI-MTB-Weltcup (U23) – Cross-Country

2022
- Österreichische Staatsmeisterin – Cross-Country XCO
- Ötztaler Mountainbike Festival (HC)
- Marlene Südtirol Sunshine Race (HC)

2023
- Weltmeisterin – Marathon XCM
- Europameisterschaften – Cross-Country XCO
- Österreichische Staatsmeisterin – Cross-Country XCO
- zwei Weltcup-Erfolge – Cross-Country XCO

2024
- Europameisterschaften – Cross-Country XCO
- Weltmeisterin – Marathon XCM